# Bastian Seibt
Bastian Seibt (Hamburgo, 19 de marzo de 1978) es un deportista alemán que compitió en remo.
Ganó cuatro medallas en el Campeonato Mundial de Remo entre los años 2003 y 2012, y una medalla de oro en el Campeonato Europeo de Remo de 2010.

## Palmarés internacional
| Campeonato Mundial | Campeonato Mundial          | Campeonato Mundial | Campeonato Mundial        |
| Año                | Lugar                       | Medalla            | Prueba                    |
| ------------------ | --------------------------- | ------------------ | ------------------------- |
| 2003               | Milán (Italia)              | Medalla de oro     | Ocho con timonel ligero   |
| 2010               | Cambridge (Nueva Zelanda)   | Medalla de oro     | Ocho con timonel ligero   |
| 2011               | Bled (Eslovenia)            | Medalla de bronce  | Dos sin timonel ligero    |
| 2012               | Plovdiv (Bulgaria)          | Medalla de oro     | Ocho con timonel ligero   |
| Campeonato Europeo |                             |                    |                           |
| Año                | Lugar                       | Medalla            | Prueba                    |
| 2010               | Montemor-o-Velho (Portugal) | Medalla de oro     | Cuatro sin timonel ligero |